# 榆树乡 (肇州县)
榆树乡，是中华人民共和国黑龙江省大庆市肇州县下辖的一个乡镇级行政单位。

## 行政区划
榆树乡下辖以下地区：
榆树村、长山村、新兴村、农兴村、农安村、农化村和书才村。